# Semih Şentürk
Semih Şentürk (* 29. April 1983 in İzmir, Türkei) ist ein ehemaliger türkischer Fußballspieler.

## Karriere

### Verein
Am 17. September 1999 unterschrieb Semih Şentürk seinen Profivertrag und wechselte von der Amateurmannschaft von İzmir Özçamdibispor zur Jugendmannschaft von Fenerbahçe Istanbul. Für diese erzielte er in 56 Spielen 63 Tore. Sein erstes offizielles Pflichtspiel für die erste Mannschaft von Fenerbahçe bestritt er am 17. Februar 2001 im Süper-Lig-Spiel gegen Siirtspor. Er kam in diesem Spiel ca. 15 Minuten zum Einsatz.
Am 14. Juni 2001 verlängerte er seinen Vertrag bei Fenerbahçe SK um zwei Jahre. Sein erstes Tor in der Süper Lig schoss er am 6. April 2003 gegen Adanaspor.
Am 17. Dezember 2005 gelang es ihm, beim 6:2-Sieg gegen Denizlispor in 71 Minuten vier Tore zu erzielen. Sein erstes Tor im Europapokal erzielte er am 13. Dezember 2006 im UEFA-Pokal gegen Eintracht Frankfurt zum 2:2-Ausgleich, somit sicherte seiner Mannschaft das Weiterkommen im Pokal. Auch hier wurde er 15 Minuten vor Schluss eingewechselt. Seine ersten vier Einsätze in der UEFA Champions League waren dreimal gegen PSV Eindhoven. Beim dritten Spiel gegen die PSV Eindhoven am 7. November 2007 erzielte er sein erstes Tor in der UEFA Champions League. Im Februar 2008 traf Semih erneut im Hinspiel des Achtelfinales der Champions League. Er wurde in der 84. Minute eingewechselt; drei Minuten später schoss er ein Tor und sicherte seiner Mannschaft den 3:2-Sieg über den FC Sevilla.
In der Saison 2007/08 wurde Şentürk mit 17 Toren Torschützenkönig der Türkischen Liga, die letzten sechs Treffer schoss er als Einwechselspieler.
Am 2. Mai 2008 verlängerte Semih Şentürk seinen Vertrag bei Fenerbahçe um weitere drei Jahre, obwohl auch andere europäische Vereine an ihm Interesse hatten. Sein Vertrag bei Fenerbahçe lief noch bis Ende Mai 2011 und beinhaltete eine festgeschriebene Ablösesumme von ca. 20 Millionen Euro.
Ab dem Sommer 2011 fristete Şentürk nach dem Zukauf von Moussa Sow, Henri Bienvenu, Pierre Webo und Dirk Kuyt eher ein Reservistendasein. Zwar kam er in den nachfolgenden Spielzeiten immer wieder zu Spieleinsätzen, jedoch blieb er bei diesen Einsätzen hinter den Erwartungen zurück. So absolvierte er in den Spielzeiten 2011/12 und 2012/13 18 bzw. 17 Ligaeinsätze und erzielte in diesen Spielzeiten jeweils ein Tor. Auch in der Nationalmannschaft blieb Şentürk unberücksichtigt. Nachdem sich Fenerbahçe im Sommer 2013 im Sturm mit dem Nigerianer Emmanuel Emenike verstärkt hatte, forderte die Vereinsführung Şentürk dazu auf, einen neuen Verein zu finden. Şentürk, der noch einen bis zum Sommer 2014 gültigen Vertrag besaß, lehnte dies ab und wurde dann aus dem Mannschaftskader suspendiert.
In der Winterpause der Saison 2013/2014 verließ Şentürk Fenerbahçe nach 15 Jahren und wechselte zum Ligakonkurrenten Medical Park Antalyaspor. Nachdem dieser Verein zum Saisonende den Klassenerhalt verfehlt hatte, wurde Şentürk, dessen Vertrag nur für die Süper Lig galt, freigestellt. Daraufhin wechselte Şentürk innerhalb der 1. türkischen Division zum Aufsteiger Istanbul Başakşehir. Bei diesem Verein etablierte er sich auf Anhieb und wurde am Saisonende mit elf Toren der Erstligatorschütze seines Vereins. In seiner zweiten Saison fiel er verletzungsbedingt lange aus und beendete sie mit acht Ligaeinsätzen ohne Tor. Mit seinem Vertragsende im Sommer 2016 verließ er Istanbul Başakşehir.
Für die Spielzeit 2016/17 heuerte er beim Zweitligisten Eskişehirspor an. Für Eskişehirspor spielte Şentürk zwei Spielzeiten lang. Er kam zu 47 Ligaspielen und erzielte 18 Tore.
Am 9. September 2018 gab er sein Karriereende bekannt.

### Nationalmannschaft
Semih Şentürk durchlief alle türkischen Jugendnationalmannschaften von der U-15 bis U-21. Er bestritt insgesamt für alle Jugendauswahlen 84 Länderspiele und erzielte 43 Tore.
Bei der Balkan-Meisterschaft der U-17-Junioren in der Türkei im August 1999, trat die Türkei im Turnier mit zwei Auswahlen an und zwar mit der U-16 und U-17. Şentürk spielte in der U-16-Jugendauswahl und gewann mit ihr das Turnier. Im Finale besiegten sie die U-17-Junioren von Jugoslawien mit einem 7:0-Sieg, dabei gelang es ihm fünf Tore in 52 Minuten zu erzielen. Aufgrund dieser Leistung erhielt er einen Monat später einen Profi-Vertrag bei dem türkischen Traditionsklub Fenerbahçe Istanbul.
Semih Şentürk wurde von Fatih Terim für die letzten beiden EM 2008-Qualifikationsspiele der türkischen Nationalmannschaft berufen, wo er auch sein Länderspieldebüt für die Türkei am 17. November 2007 gegen Norwegen gab. Am 29. Mai 2008 schoss er im Freundschaftsspiel gegen Finnland sein erstes Länderspieltor als Einwechselspieler. Am 11. Juni 2008 schoss er bei der EM elf Minuten nach seiner Einwechslung das 1:1 gegen den Gastgeber Schweiz, außerdem leitete er in der Nachspielzeit den Konter für den 2:1-Sieg für die Türkei ein. Während der EM 2008 in Österreich und der Schweiz wurde Semih am Tag des Vorgruppenentscheidungsspiels Türkei – Tschechien die terminlich unverrückbare staatliche Universitätszulassungsprüfung im Trainingsquartier der Mannschaft abgenommen. Im Viertelfinalspiel gegen die kroatische Auswahl erzielte Semih Şentürk in der 122. Minute, kurz nachdem Ivan Klasnić in der 119. Minute das Führungstor erzielt hatte, den 1:1-Ausgleich und schoss sein Team ins Elfmeterschießen, welches die türkische Nationalmannschaft mit 3:1 gewann. Unter den Schützen befand sich auch Semih, der auch hier wieder traf. Dieser Elfmeter war der erste in der Profi-Karriere von Semih. Im darauffolgenden Halbfinale gegen Deutschland rutschte er aufgrund der vielen verletzten und gesperrten Mitspieler in die Startelf auf. Semih Şentürk schoss in der 86. Minute zum 2:2-Ausgleich.
Şentürk agiert meistens als Joker und schießt seine Tore oft wie bei der UEFA Euro 2008 erst in den Schlussminuten.
Bei der WM-Qualifikation zur WM 2010 bestritt er sechs Spiele schoss jeweils ein Tor gegen Armenien und Spanien.

## Erfolge und Auszeichnungen
Fenerbahçe Istanbul
- 5 × Türkischer Meister: 2001, 2004, 2005, 2007, 2011
- 2 × Türkischer-Supercup-Sieger: 2007, 2009 (ohne Einsatz)
- 2 × Torschützenkönig des türkischen Pokals: 2007, 2011
- Erreichen des Viertelfinales der UEFA Champions League: 2007/08
- Torschützenkönig der Süper Lig: 2008 (17 Tore in 27 Ligaspielen)
- Türkischer Pokalsieger: 2012

Istanbul Başakşehir
- 2 × Tabellenvierter der Süper Lig: 2015, 2016

Türkische Nationalmannschaft
- Erreichen des Halbfinales der Europameisterschaft: 2008 in Österreich und der Schweiz
- Silberner Schuh als zweitbester Torschütze der UEFA Euro 2008 (3 Tore in 5 EM-Spielen)[25]